# Urrutia somalica
Urrutia somalica är en insektsart som beskrevs av Willy Adolf Theodor Ramme 1925. Urrutia somalica ingår i släktet Urrutia och familjen Thericleidae. Inga underarter finns listade i Catalogue of Life.